# علیرضا زاکانی در انتخابات ریاست‌جمهوری ایران (۱۴۰۰)
علیرضا زاکانی برای سیزدهمین انتخابات ریاست جمهوری در تاریخ ۴ خرداد ۱۴۰۰ از سوی شورای نگهبان جهت ورود به انتخابات ریاست جمهوری تأیید صلاحیت شد. وی نامزد مورد حمایت جمنا است؛ و همچنین جمعیت رهپویان انقلاب اسلامی نیز از او حمایت کرده‌اند. در ۲۶ خرداد ۱۴۰۰، در فاصله دو روز مانده به انتخابات، علیرضا زاکانی در نامه ای از ادامه حضور در رقابت‌های انتخاباتی ۱۴۰۰ به‌نفع سید ابراهیم رئیسی انصراف داد.

## ثبت نام

### نام‌نویسی
وی در تاریخ ۲۵ اردیبهشت ۱۴۰۰، آخرین روز ثبت نام انتخابات ریاست‌جمهوری ایران (۱۴۰۰)، با حضور در وزارت کشور، به‌منظور کاندیداتوری در انتخابات ریاست‌جمهوری ثبت نام کرد. زاکانی همزمان با نام‌نویسی در انتخابات ۱۴۰۰، ریاست مرکز پژوهش‌های مجلس شورای اسلامی و نمایندگی مردم قم در مجلس را بر عهده داشت.

### تأیید صلاحیت
صلاحیت زاکانی روز ۴ خرداد ۱۴۰۰ ازسوی شورای نگهبان برای نامزدی سیزدهمین دورهٔ انتخابات ریاست‌جمهوری احراز شد.وی بعد از تأیید صلاحیت در توییتر خود، آیه ۸۰ سوره اسراء را منتشر کرد «وَقُلْ رَبِّ أَدْخِلْنِی مُدْخَلَ صِدْقٍ وَأَخْرِجْنِی مُخْرَجَ صِدْقٍ وَاجْعَلْ لِی مِنْ لَدُنْکَ سُلْطَانًا نَصِیرًا»(«پروردگارا، مرا در ورودی حق وارد کن، و از خروجی حق بیرون آور، و از جانب خود برایم حجت و یاوری عطا کن».

### پیشینه
علیرضا زاکانی در ۲ دوره پیاپی انتخابات ریاست‌جمهوری ۱۳۹۲ و انتخابات ریاست‌جمهوری ۱۳۹۶ رد صلاحیت شده بود مفتوح بودن پرونده شکایت وزارت نفت و حسین فریدون از وی و محکوم شدن به یک سال حبس در دادگاه بدوی، دلیل این ردصلاحیت عنوان شده بود. زاکانی البته به این رای اعتراض کرد و دیوان عالی کشور رای به تبرئه او داد.

## ستاد انتخاباتی
علیرضا زاکانی نام ستاد انتخاباتی خود را «ستاد دهه‌شصتی‌ها» اعلام کرد و ریاست آن را به روح‌الله متفکر آزاد نماینده تبریز در مجلس یازدهم سپرد. مالک شریعتی نماینده تهران در مجلس یازدهم نیز سخنگوی ستاد زاکانی شد.جواد تاجیک و شهیده جهانیان نیز به عنوان قائم‌مقام ستاد انتخاباتی و مسئول امور بانوان ستاد انتخاباتی زاکانی در انتخابات ریاست جمهوری معرفی شدند.

## وعده‌های انتخاباتی
علیرضا زاکانی برنامه‌های خود برای اداره دولت سیزدهم را به ۴ بخش، فوریت، اولویت، ضرورت و فرصت تقسیم‌بندی کرد. وی اعلام کرده که اگرچه نمی‌توان ادعا کرد کسی برای همه مشکلات راه حل دارد اما او جامع‌ترین برنامه انتخاباتی را داراست.

### سامانه دولت‌یار
ستاد انتخاباتی علیرضا زاکانی، سامانه‌ای را به آدرس Dolatyar.Zakani.ir رونمایی کرد که ابزاری برای کمک به تمرکز زدایی و توجه ویژه به شهرستان‌ها با لحاظ نظرات مردم و نخبگان در اولویت بندی مسائل هر شهر است. در این سامانه می‌توان مشکلات هر شهرستان را ثبت و برای حل آن راهکار پیشنهاد کرد.

## مستند انتخاباتی
مستند انتخاباتی زاکانی با نام «بیست‌ودو یازده ۱۱/۲۲» به صورت اتوبیوگرافی ساخته شده بود و به گفته ستاد انتخاباتی او، بخش‌هایی از آن توسط صداوسیما حذف شده بود. حسام الدین آشنا مشاور فرهنگی دولت حسن روحانی این مستند را کم‌خرج، ساده، خودمانی و دلنشین توصیف کرد.

## مناظره‌ها

### مناظره اول: اقتصادی
در مناظره اول که به محوریت موضوع اقتصاد در روز شنبه ۱۵ خرداد ۱۴۰۰ ساعت ۱۷ آغاز شد، علیرضا زاکانی، در پاسخ به پوششی خوانده شدن از سوی عبدالناصر همتی و ادعای آنکه او در برابر ۵ نفر ایستاده‌است، خطاب به همتی گفت:
 ما باید سر مسائل درست صحبت کنیم و خواهش می‌کنم که به دیگران تهمت نزنید چون اگر بنا باشد که تهمت بزنید آن زمان ما حقایقی را می‌گوییم که هم اوقات جنابعالی تلخ می‌شود و هم مردم عزیز. ناظر به عدم تأیید صلاحیت صحبت کردید که اگر قرار بود کسان دیگری را تأیید صلاحیت کنند قاعدتاً شما نباید الان اینجا می‌بودید چراکه به هر حال هرکس یک حد و اندازه و ظرفیت‌هایی را دارد. الان ۸۵ میلیون نفر در برابر شما قرار دارند. ما ۵ نفر یا ۶ نفر نیستیم شما ۸۵ میلیون نفر را نابود کردید و الان در مقابل شما قرار دارند.

#### جایزه نوبل شیمی
در این مناظره علیرضا زاکانی در انتقاد به پایین آمدن ارزش پول ملی ایران اعلام کرد که باید به آقای همتی جایزه نوبل شیمی داده شود.
ما علی الظاهر داریم با هم مناظره می‌کنیم اما دوستان انشا می‌خوانند و این‌جا کلاس انشا نیست. اینجا وقت پاسخ دادن، مستدل صحبت کردن و راست گفتن است. آقای همتی! خیلی زشت است که ما را به دروغگویی متهم می‌کنی! ما که هنوز حرف نزدیم! غیب می‌دانی شما؟ نه نمی‌دانی! شما داری خلاف می‌گویی. شما سال ۹۸ گفتید FATF تأثیری در اقتصاد ندارد. چرا به مردم دروغ گفتید؟ ایشان گفتند من اقتصاددانم. به نظر من به ایشان باید نوبل شیمی داد. پول ملی مملکت را نابود کردی.

#### عذرخواهی از مردم به‌جای دولت روحانی
زاکانی در بخش دیگری از سخنان خود، به دولت حسن روحانی حمله کرد و به جای آنها از مردم عذرخواهی کرد.
دولت‌ها در گدشته با پول نفت خودشان را اداره می‌کردند اما دولت آقای روحانی از پول جیب مردم خودش را اداره کرد و از تورم ارتزاق کرد؛ همین‌جا من از طرف آقای همتی و آقای روحانی از مردم عذر می‌خواهم. هیچ‌کس مسئولیت این دولت را نمی‌پذیرد! نه آقای همتی؛ نه آقای روحانی! انگار که از فضا آمدند و این بلا را سر ما آوردند!

### مناظره دوم: فرهنگی، اجتماعی و سیاسی
در مناظره دوم که به محوریت موضوع فرهنگی، اجتماعی و سیاسی در روز سه شنبه ۱۸ خرداد ۱۴۰۰ ساعت ۱۷ آغاز شد، خطاب به عبدالناصر همتی که گفته بود می‌خواهد صدای کوله‌بران باشد، گفت:
ِاینجا گفته شد که برخی صدای کوله‌بران هستند. میزان ۲۱ تا ۲۵ میلیارد دلار قاچاقی در کشور صورت می‌گیرد و ۹۵ درصد آن از مبادی رسمی می‌آید و افرادی که اقدام به این کار می‌کنند نیز کاملاً معلوم و مشخص هستند. چرا آقایان موقعی که در دولت بودند همت نکردند تا جلوی این حجم از قاچاق را بگیرند تا به شکل رسمی اشتغال ایجاد کنند و کوله‌بران دیگر در سرما در کوهستان‌ها اقدام به کوله‌بری نکنند و زندگی عزتمند داشته باشند؟

#### کاندیدای روکشی
زاکانی خطاب به عبدالناصر همتی که از وی تحت عنوان نامزد پوششی یاد کرده بود گفت:
آقای همتی اگر بنا باشد ما کاندیدای پوششی باشد شما کاندیدای روکشی هستید. آمده‌اید روی ۸ سال فاجعه‌ای که سر مردم آوردید روکش بکشید. من با عدد و رقم به شما ثابت می‌کنم. جرئت که نداری با ما مناظره تک‌به‌تک کنی!

#### دعوت به مناظره ۲ به ۲
زاکانی ضمن انتقاد از نحوه مناظرات، آرزو کرد بتواند دو به دو با سایر نامزدها نیز مناظره کند تا عیار سخنان نامزدها مشخص شود.

### مناظره سوم: دغدغه‌های مردم
زاکانی در این مناظره بار دیگر به عبدالناصر همتی به عنوان نماینده دولت روحانی حمله کرد و دلیل انتصاب همتی به ریاست بانک مرکزی را نداشتن دانش اقتصادی از سوی حسن روحانی عنوان کرد.

#### آمده‌ام با دروغ مقابله کنم
زاکانی در بخش آخر این مناظره دلیل حضور خود در صحنه انتخابات را مبارزه با دروغ گویی عنوان کرد و با تشبیه برخی از دولتمردان به شخصیت کارتونی پینوکیو گفت:
من آمده‌ام با دروغ مقابله کنم. آقای همتی صحبت از فیلترینگ می‌کنید اما شما کامنت‌های زیرپست اینستاگرام خود را بسته بودید و به تازگی باز کردید؛ چراکه جرات ندارید با مردم حرف بزنید. جنگ اقتصادی را به جُنگ شادی تبدیل کردید. صبح جمعه به ریش مردم خندیدند. با کفش وارد چادر زلزله زده‌ها شدید، روحانی با ماشین خارجی به کارخانه خودروسازی ایرانی رفت. مشکلات متعددی در کشور وجود دارد باید دست به دست هم بدهیم که ریشه ناکارآمدی را از بین ببریم.

#### پررویی نجومی
علیرضا زاکانی در بخشی از سخنان خود خطاب به بعضی از مسئولین از کلمه پررویی نجومی استفاده کرد که این کلیدواژه مورد توجه فضای مجازی قرار گرفت. او گفت:
ما الان مواجهیم با بانیان وضع موجود. ما کسی را از مجلس بیرون کردیم اما رفته و از دولت در بیمه سرمد ۸۵ میلیون تومان حقوق گرفته‌است. آقای همتی پاسخ این را چی کسی می‌دهد؟ دلار نجومی، سکه نجومی، حقوق نجومی، اختلاس نجومی، نقدینگی نجمی، پروریی نجومی… مگه اینجا کهکشان راه شیری است؟

## سفرهای انتخاباتی

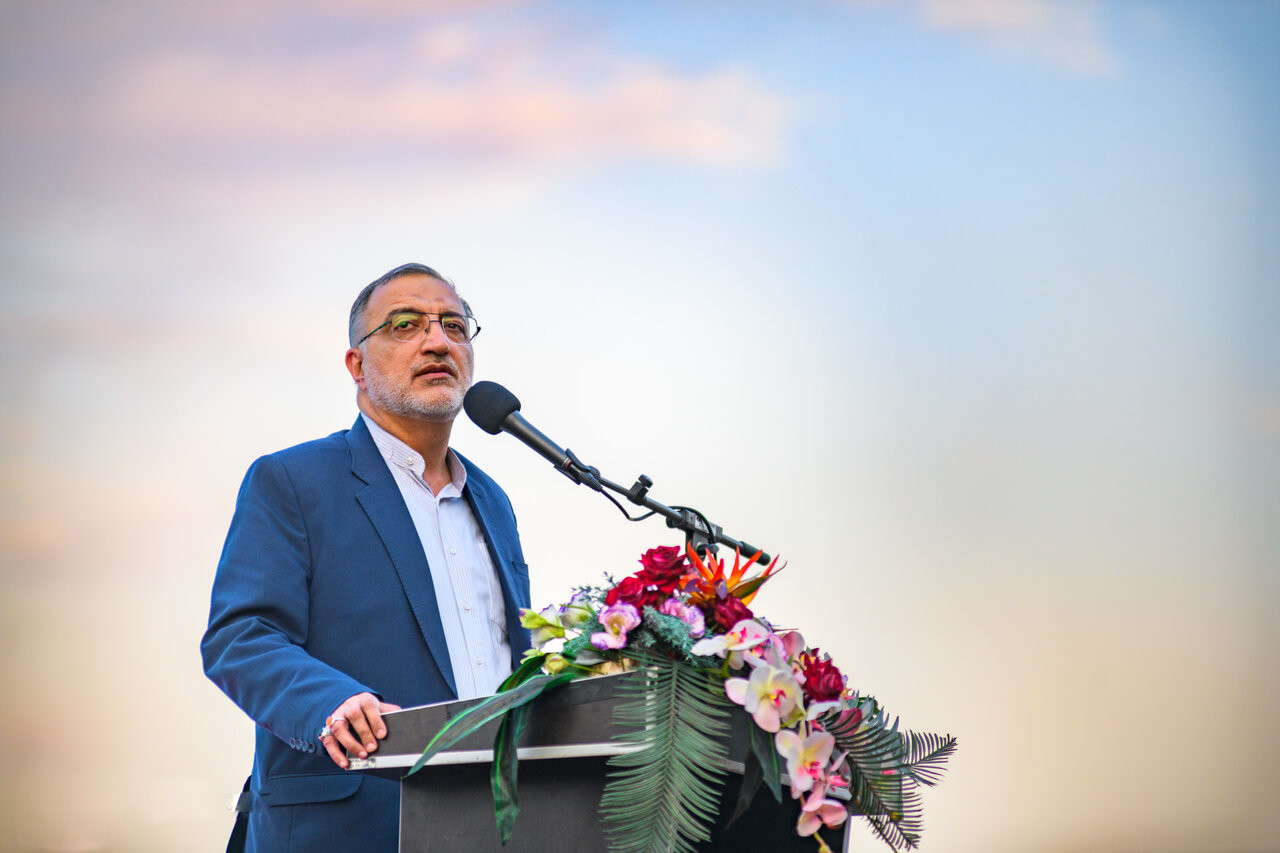
زاکانی در جشن پیروزی حامیان سید ابراهیم رئیسی، ورزشگاه انقلاب اسلامی کرج

زاکانی در جریان رقابت انتخاباتی بیشتر بر فضای مجازی تمرکز داشت اما در روزهای پیش از انتخابات به شهرهای قم، کاشان، کرج و شهریار سفرهایی داشت و تجمعات انتخاباتی برپا کرد.
وی پس از برگزاری انتخابات نیز به شهرهای مشهد، رشت، کرج، تبریز، قزوین، و فسا سفر کرده و در تجمعات پیروزی هواداران سید ابراهیم رئیسی حضور داشت.

## انصراف
اگرچه زاکانی پیشتر کناره‌گیری برای رئیسی را تأیید نکرد و گفت خودم می‌خواهم رئیس‌جمهور شوم. در نهایت وی در ۲۶ خرداد ماه به نفع سید ابراهیم رئیسی کناره گیری کرد.

## شرکت در انتخابات
علیرضا زاکانی حوالی ساعت ۱۰ صبح روز جمعه ۲۸ خرداد، به حسینیه جماران رفت و رای خود را به صندوق ریخت و در گفتگو با خبرنگاران گفت: اولین توصیه من به رئیس‌جمهور منتخب این است به حسینیه جماران بیاید و از در و دیوار اینجا درس بگیرد و در حقیقت از سادگی، بی‌آلایشی و آنچه که عظمت امان را رقم زد درس بگیرد.

## حواشی

### تحصیل فرزند وی در سوئیس
رسانه‌های متعددی در باب تحصیل دختر علیرضا زاکانی و تولد نوه وی در سوئیس منتشر کرده‌اند. مریم زاکانی برای دریافت مدرک فوق‌لیسانس خود در رشته علوم انسانی دیجیتال به دانشگاه اکول پلی‌تکنیک فدرال لوزان رفت. او هنگامی که مشغول به تحصیل در ترم دوم فوق‌لیسانس بود، فرزندش را به دنیا آورد؛ به همین دلیل گفته می‌شود که نوه زاکانی دو تابعیتی است.
زاکانی در واکنش به این اخبار اطلاعیه ای را از ستاد خود منتشر کرد که دختر وی هیچ‌گونه بورسیه تحصیلی از داخل و خارج ایران دریافت نکرده و هیچ تعهدی نسبت به دانشگاه و کشور محل تحصیل ندارد و فقط به جهت سابقه ممتاز تحصیلی در این دانشگاه به صورت رایگان مشغول به تحصیل شده‌است.
آفتاب یزد در واکنش به این خبر نوشت: دانشگاهی که دختر زاکانی در آن تحصیل کرده، تحت حمایت دولت فدرال سوئیس است و این دانشگاه با وجود دولتی بودن در مقاطع لیسانس و فوق لیسانس مقداری شهریه از دانشجویان خود دریافت می‌کند. این دانشگاه ترمی حدود ۸۰۰ فرانک شهریه از دانشجویان دریافت می‌کند، یعنی برای چهار ترم شهریه دانشگاه حدود ۳۲۰۰ فرانک می‌شود. در هنگام نگارش این گزارش قیمت فرانک ۲۶ هزار تومان است؛ لذا اگر فرزند زاکانی هر ماه حدود ۶۰۰۰ فرانک سوئیس هزینه‌شان می‌شده‌است باید گفت این خانواده ۳ نفره ماهی حدود ۱۵۰ میلیون تومان هزینه داشته‌اند.

### شباهت به احمدی‌نژاد
پس از نخستین مناظره زنده تلویزیونی هفت کاندید ریاست جمهوری، رسانه‌های متعددی نسبت به رویه سخن و صحبت علیرضا زاکانی واکنش نشان دادند و او را یادآور شیوه محمود احمدی‌نژاد در مناظرات سال ۸۸ دانستند. زاکانی در چند صحنه نمودارها و اینفوگرافی‌هایی را روبروی دوربین گرفت؛ امری که باعث شد بیش از آنکه مورد توجه جدی قرار بگیرد، سوژه کاربران شبکه‌های اجتماعی شود.برخی از رسانه‌ها نیز وی را بدل احمدی‌نژاد خطاب کردند.

### برد ایران مقابل آمریکا
در پی دیدار تیم‌های ملی ایران و آمریکا در قالب لیگ ملت‌های والیبال ۲۰۲۱ که به پیروزی ۳ بر ۰ ایران منتج شد، زاکانی در واکنش به این نتیجه گفت، این برد مقتدرانه اثبات توفیق ایرانیان در کار جمعی، هماهنگ و دارای برنامه‌ریزی است.